# Spin (fysik)
 For alternative betydninger, se Spin. (Se også artikler, som begynder med Spin)
Inden for kvantemekanik er spin en særlig form for indre impulsmoment af en partikel, for eksempel en elementarpartikel, en atomkerne eller endda et helt atom.
Kvantemekanisk spin er ikke en klassisk-mekanisk rotation om egen akse (som fx en snurretop), men det fjerde kvantetal, som blev opdaget i 1925, da man søgte forklaringen på den unormale Zeeman-effekt.
Til trods herfor er det til tider et godt hjælpemiddel til at forstå fx et neutralt brintatoms stråling med bølgelængden 21 cm; frekvens ca. 1420 MHz, den såkaldte 21 cm linje, hvor man forestiller sig, at protonen altid roterer i den ene retning, mens elektronen kan rotere i enten samme eller modsat retning. Brintens 21 cm stråling udsendes, når elektronen skifter spin mellem +1/2 og -1/2.
Kvantemekanisk spin er betegnelsen for impulsmomentet S, som er en vektor af konstant værdi, som har en z-komponent {\displaystyle s_{z}=m_{s}\,\hbar }.
Spinnet måles normalt i (underforståede) enheder af den reducerede Planck-konstant {\displaystyle \hbar }. Alt efter om spin er heltalligt eller halvtalligt, taler man om to forskellige typer af partikler:
- en fermion er en partikel hvis spin ligger midt mellem to hele tal (altså "halvtallige" spin som 1/2, 3/2, 5/2, 7/2, ...). Navnet er opkaldt efter E. Fermi.
  - F.eks. kvarker og leptoner (som elektronen), baryoner (proton, neutron, ...), og alle grundstoffer med atomkerner med et ulige antal nukleoner – f.eks. 3He- og 13C-atomkerner.
- en boson (opkaldt efter S.N. Bose) er en partikel med heltalligt spin (nemlig ét af 0, 1, 2, 3, ...).
  - F.eks. foton, gluon, meson, og alle grundstoffer med atomkerner med et lige antal nukleoner – f.eks. 4He-, 12C- og 14C-atomkerner.

Forskellen på fermioner og bosoner er at fermioner overholder Paulis udelukkelsesprincip mens bosoner ikke gør det. 
Under særlige omstændighed (som for eksempel ekstremt lav temperatur) opfører en samling af fermioner sig derfor fundamentalt forskelligt fra en samling bosoner. En samling af bosoner under ekstremt lav temperatur vil således have tendens til at henfalde til samme kvantetilstand i takt med at temperaturen sænkes (se Bose-Einstein-kondensat), mens fermioner ikke gør det.